# International Youth Change Maker
International Youth Change Maker (IYCM) ist eine bangladeschische Freiwilligenorganisation, die die Rechte von Kindern und Jugendlichen überwacht, die Grundrechte von Straßenkindern sicherstellt, reproduktive Gesundheitsdienste für Jugendliche gewährleistet, kritische Herausforderungen im Bereich der nachhaltigen Entwicklung angeht, Kampagnen durchführt und den Klimawandel bekämpft und die Entwicklung des Klimas durch weltweite Arbeit fördert.

## Geschichte
Im Jahr 2012 nahm die Organisation ihre Arbeit offiziell auf, indem sie ein Komitee im Distrikt Barisal mit 15 Gründungsmitgliedern gründete. Derzeit ist die Organisation in 20 Distrikten Bangladeschs aktiv und hat mehr als 40.000 registrierte Mitglieder in Bangladesch und mehr als 600 internationale Botschafter in 75 Ländern der Welt. Grundsätzlich setzt sich die Organisation für die Entwicklung aller Kinder und Jugendlichen der Welt ein. Sie will eine Welt ohne Krieg schaffen. Sie arbeitet auch daran, die Welt vor Klimabedrohungen zu schützen und die Welt kinder- und jugendfreundlich zu gestalten.
In 10 Jahren haben etwa 1,5 Millionen Menschen an den verschiedenen Aktivitäten von IYCM teilgenommen. IYCM will Bangladesch bis 2030 zu einem straßenkinderfreien Land machen und ein klimaschützendes Vorbild sein. Die Organisation arbeitet daran, die Rechte von 3 Millionen Menschen, Kindern und Jugendlichen zu schützen, indem sie sie in das Programm für Lebenskompetenzen einbezieht.

## Auszeichnungen
- Bangladesh Digital Social Innovation Award 2021.
- Unicef Bangladesh Meena Media Award 2009, 2013, 2014
- Weltfriedenspreis 2022 Sweden
- Global Youth Symposia & Awards 2022.
- Beste Jugendorganisation